# Rosemary Dexter
Rosemary Dexter (* 19. Juli 1944 in Quetta, heutiges Pakistan; † 8. September 2010 in Recanati, Italien) war eine britische Schauspielerin in hauptsächlich italienischen Filmen.

## Leben
Dexter wurde als Tochter britischer Eltern im damaligen Britisch-Indien geboren und zog Ende der 1950er Jahre nach Italien, wo sie sich als Schauspielerin  betätigte. Ihr erster Filmauftritt war 1963 in der Science-Fiction-komödie Herr Doktor, die Leiche lebt; bis 1975 erschien sie in etwa 35 Filmen, meist als schmückendes Beiwerk oder romantisches Love Interest des Helden. 1975, nach einem Foto-Shooting für die Februar-Ausgabe des italienischen Playboy, beendete sie ihre Karriere und zog durch Vermittlung des Grafen Vanni und dessen Familie, mit der sie gut befreundet war, in die Via Leopardi nach Recanati.
Dexter, deren Vorname häufig auch als Rosemarie wiedergegeben wird, starb nach längerer Krankheit im September 2010.

## Filmografie (Auswahl)
- 1963: Herr Doktor, die Leiche lebt (Omicron)
- 1964: Ich war eine männliche Sexbombe (Un monsieur de compagnie)
- 1965: Für ein paar Dollar mehr (Per qualche Dollari in più)
- 1965: Casanova ’70
- 1967: Escondido (El Desperado)
- 1968: Das Geschlecht der Engel (Il sesso degli angeli)
- 1968: In den Schuhen des Fischers (The shoes of the fisherman)
- 1969: Marquis de Sade: Justine
- 1969: I quattro del Pater Noster